# Marathon van Eindhoven 1986
De marathon van Eindhoven 1986 werd gelopen op zondag 12 oktober 1986. Het was de vijfde editie van deze marathon.
De wedstrijd werd bij de mannen gewonnen door de Nederlander Kim Reynierse in 2:15.13. De 28-jarige Schotse Heather MacDuff, uitkomend voor het Nederlandse Olympia, won de wedstrijd bij de vrouwen in 2:45.25. Hiermee verbeterde zij haar persoonlijk record met zes minuten.
Er namen 8000 lopers deel aan de wedstrijd.

## Uitslagen

### Mannen
| rang   | naam                | land | tijd    |
| ------ | ------------------- | ---- | ------- |
| Goud   | Kim Reynierse       | NED  | 2:15.13 |
| Zilver | Richard Vollenbroek | NED  | 2:18.04 |
| Brons  | Jacques Valentin    | NED  | 2:18.17 |
| 18     | Henk Wesselius      | NED  | 2:32.46 |

### Vrouwen
| rang | naam            | land | tijd    |
| ---- | --------------- | ---- | ------- |
| Goud | Heather MacDuff | SCO  | 2:45.25 |

1959 ·
1960 ·
1982 ·
1984 ·
1986 ·
1988 ·
1990 ·
1991 ·
1992 ·
1993 ·
1994 ·
1995 ·
1996 ·
1997 ·
1998 ·
1999 ·
2000 ·
2001 ·
2002 ·
2003 ·
2004 ·
2005 ·
2006 ·
2007 ·
2008 ·
2009 ·
2010 ·
2011 ·
2012 ·
2013 ·
2014 ·
2015 ·
2016 ·
2017 ·
2018 ·
2019 ·
2020 ·
2021 ·
2022 ·
2023 ·
2024 ·
2025